# Ute Hommolaová
Ute Hommolaová (* 20. ledna 1952 Weißenborn, Sasko) je bývalá německá atletka, která soutěžila hlavně v hodu oštěpem.
Startovala za Východní Německo na letních olympijských hrách 1980 konaných v Moskvě, kde získala bronzovou medaili v hodu oštěpem.